# Église Saint-Benoît-Joseph-Labre d'Amqui
L'église Saint-Benoît-Joseph-Labre d'Amqui est l'église de la paroisse catholique éponyme d'Amqui au Bas-Saint-Laurent au Québec. Elle fut construite de 1917 à 1922 et restaurée en 1986 à la suite d'un incendie. Elle fait partie de l'archidiocèse de Rimouski dans la région pastorale de La Matapédia.

## Description
L'église Saint-Benoît-Joseph-Labre est située en plein cœur de la ville d'Amqui en face de la rivière Matapédia. Elle est de style néo-roman et a été bâtie selon les plans de l'architecte Thomas Raymond. L'église mesure 256 pieds de longueur, 75 pieds de largeur et 60 pieds de hauteur. Son clocher mesure 240 pieds de hauteur et est coiffé d'une croix de 13,5 pieds de haut ainsi que d'un coq de 4 pieds.
L'église comprend un orgue fabriqué par Casavant Frères en 1907. Cet orgue était d'abord situé dans la chapelle de l'hôpital Notre-Dame-de-l'Espérance de Québec. Il a été offert à la paroisse d'Amqui en 1986 par les Sœurs de la Sainte-Famille de Bordeaux à la suite de la perte de l'ancien orgue lors de l'incendie de l'église en 1984. Lors de son installation, l'orgue fut modifié en y ajoutant plusieurs tuyaux parlants. L'orgue fut électrifié en 2010.
Elle porte le vocable de saint Benoît-Joseph Labre, le vagabond pèlerin.

## Histoire
L'église a été construite de 1917 à 1922 afin de remplacer une chapelle devenue trop petite pour la population locale. Elle a été incendiée le 4 août 1984 ; ce qui causa la destruction de la toiture, du clocher, des tourelles et des ouvertures ainsi que plusieurs autres éléments décoratifs,. À la suite de l'incendie, elle a été restaurée de manière plus moderne, perdant ainsi une bonne partie de son intérêt patrimonial. Elle fut rouverte en 1986.

## Utilisation
L'église Saint-Benoît-Joseph-Labre d'Amqui est toujours utilisée en tant qu'église paroissiale. Elle est de rite romain.